# Арсеничев Михайло Іванович
Михайло Іванович Арсеничев (1894, селище Кам'янське Катеринославської губернії, тепер місто Дніпропетровської області — розстріляний 15 липня 1919) — радянський діяч, учасник встановлення радянської влади, член Кам'янського революційного комітету Катеринославської губернії.

## Біографія
Народилася в родині спадкового робітника. Працював робітником котельного цеху на Дніпровському металургійному заводі в Кам'янському.
Член РСДРП(б) з 1911 року. 
Друкував та поширював листівки, виступав на мітингах, займався революційною пропагандою. Активна революційна діяльність Арсеничева була помічена поліцейськими органами, тому йому довелося терміново залишити Кам'янське. Надалі працював на заводах Санкт-Петербурга та Бєжиці, займався революційною пропагандою. 
На початку 1916 року повернувся до Катеринославської губернії, очолював січневий страйк металургів Дніпровського заводу. Заарештований поліцією, засуджений та засланий до Сибіру.
Після Лютневої революції 1917 року амністований, переїхав до Петрограду, а потім до Кам'янського, де незабаром очолив більшовицьку організацію Дніпровського заводу. За його участі об'єднана Кам'янська організація РСДРП сформувалася як більшовицька. 
Був головою Кам'янського комітету РСДРП(б); членом виконавчого комітету, а з січня 1918 року — заступником голови Кам'янської Ради робітничих депутатів. З листопада 1917 року — член Кам'янського революційного комітету, комісара з народної освіти Кам'янського. Делегат 2-го та 3-го Всеросійських з'їздів Рад. 
Створив загін Червоної гвардії, був членом штабу загону та комісаром. У березні 1918 року воював із гайдамацькими загонами Української Народної Республіки. Потім перебував у підпіллі, обирався делегатом І з'їзду КП(б)У. 
З кінця 1918 року — заступник завідувача відділу внутрішніх справ Тимчасового робітничо-селянського уряду України.
Влітку 1919 року командував батальйоном кам'янських робітників, який воював проти білогвардійських військ генерала Денікіна. У важких боях під Синельниковим загін був розбитий. Арсеничев та його друг Харитонов залишилися в Катеринославі для організації підпільної боротьби. У липні 1919 року їх заарештувала денікінська контррозвідка. 15 липня 1919 року Арсеничева та Харитонова розстріляли. Через рік їх останки перевезли до Кам'янського та поховали на Базарній площі, де був розташований пам'ятник «Прометей».
Ім'я Арсеничева було присвоєне Кам'янському металургійному інституту, в якому навчався Леонід Брежнєв. На честь Арсеничева була названа вулиця в Кам'янському (Дніпродзержинську). Його ім'я було вибито на чавунній меморіальній плиті біля заснування монумента «Прометей» у Кам'янському.
Внесений до списку осіб, які підпадають під закон про декомунізацію в Україні.